# الدفاع عن الأغذية
الدفاع عن الأغذية هو حماية المنتجات الغذائية من التلوث والغش المُتعمد من خلال العوامل البيولوجية أو الكيميائية أو الفيزيائية أو الإشعاعية المُقدمة للتسبب في ضرر. والأمر يتناول أيضآ مخاوف أخرى بما في ذلك: الأمن المادي، أمن الأفراد أو العاملين والأمن التشغيلى.
الدفاع عن الأغذية هو واحد من الفئات الأربعة لمصفوفة مخاطر حماية الأغذية (the food protection risk matrix)  والتي تشمل: سلامة الأغذية (food safety)، والتي تقوم على التلوث غير المُتعمد أو البيئي الذي يمكن أن يسبب الضرر؛ الاحتيال الغذائي (Food fraud)، الذي يقوم على الخداع المتعمد لتحقيق مكاسب اقتصادية؛ وجودة الأغذية (جودة الغذاء)، والتي قد تتأثر أيضًا بالسلوك المدفوع بالربح ولكن بدون نية التسبب في ضرر.
إن شمل هذه الفئات الأربعة معآ يُمثل الأمن الغذائي، الذي يُتناول الأفراد الذين يحصلون على ما يكفي من الغذاء لحياة نشطة وصحية. حماية الأغذية هي مصطلح شامل  لكلَّ من الدفاع عن الأغذية وسلامة الأغذية. وغالبا ما يتم الخلط بين الست مصطلحات.
إلى جانب حماية النظام الغذائي، الدفاع عن الأغذية يتناول أيضآ الوقاية، الحماية، التخفيف أو الحد، الاستجابة  و التعافى من أفعال الغش المُتعمدة.

## التاريخ في الولايات المتحدة
- 1906: يضع القانون الفيدرالي للتفتيش على اللحوم (The Federal Meat Inspection Act) المتطلبات الخاصة بذبح وتجهيز وتوسيم اللحوم ومنتجات اللحوم، المحلية والمستوردة.[4]
- 1938: يحدد القانون الفيدرالي الأمريكي للغذاء والدواء ومواد التجميل التعريفات والقواعد الخاصة بسلامة الأغذية والأدوية ومستحضرات التجميل.[5]
- 1957: يتطلب قانون التفتيش على منتجات الدواجن من مصلحة السلامة الغذائية والتفتيش (FSIS) {فحص جميع الطيور الداجنة المُعدة للاستهلاك الآدمي}.[6]
- نوفمبر 2002: أنشأ قانون الأمن الداخلي -الذي أقره الكونغرس- وزارة الأمن الداخلي (the Department of Homeland Security) كنتيجة  لهجمات 11 سبتمبر.[7]
- ديسمبر 2003: يُنشئ التوجيه الرئاسي للأمن الداخلي رقم 7 سياسة لتحديد وإعطاء الأولوية للبنى التحتية الحيوية والأساسية.[8] الغذاء والزراعة تم تعريفهم كواحدة من هذه البنى التحتية.[9]
- يناير 2004: يضع التوجيه الرئاسي للأمن الداخلي رقم 9 سياسة لحماية الزراعة ونظم الغذاء ضد الهجمات الإرهابية.[10]
- يناير 2004: أطلقت وزارة الأمن الوطني (DHS) مراكزالتميز للأمن الداخلي من أجل إجراء أبحاث لمواجهة تحديات الأمن الداخلي.[11]
- يوليو 2004: تم إطلاق المركز الوطني لحماية الأغذية والدفاع -المعروف الآن بمعهد حماية الأغذية والدفاع (FPDI)- رسمياً بهدف «الدفاع عن سلامة نظام الغذاء من خلال البحث والتعليم» في جامعة مينيسوتا في توين سيتيز.[12]
- يناير 2011: يمنح قانون تحديث سلامة الأغذية  السلطات والصلاحيات الجديدة لإدارة الأغذية والأدوية (FDA)، بالإضافة إلى توفير الحماية المباشرة ضد الغش المتعمد.[13]

## أنواع أحداث الدفاع عن الطعام
يمكن تصنيف أحداث الدفاع عن الأغذية إلى ثلاثة أنواع. ويمكن تنفيذ ذلك من قبل موظف ساخط، من المتطلعين المثقفين، أو الخصم الذكي ذو الهدف المحدد. قد يكون هذا الهدف هو التأثير على الجمهور، العلامة التجارية، الشركة أو الاستقرار النفسي الاجتماعي لمجموعة من الأشخاص اعتمادًا على النوع. ومع ذلك، قد يتضمن الحدث جوانب خاصة بأكثر من فئة واحدة.

### تخريب صناعي
- تشمل هذه الأحداث تلوثًا متعمدًا من قبل موظف ساخط أو من الداخل أو منافس بقصد الإضرار بالعلامة التجارية الشركة، مما يتسبب في مشاكل مالية من السحب أو التخريب واسع النطاق[14]، ولكن ليس بالضرورة بهدف التسبب في مرض واسع النطاق أو أذى عام. هذه الجهات الداخلية غالباً ما تعرف الإجراءات المتبعة في المصنع، وكيفية تجاوز نقاط التفتيش والضوابط الأمنية.[15] مثال على الموظف الساخط هو تلوث الأطعمة المجمدة التي تنتجها شركة فرعية لماروها نيشيرو هولدينجز بمادة مالاثيون - مبيد حشري-. والتلوث حدث في الغالب لأن الموظف كان غير راض عن الأجر والمزايا.[16] أدى التلوث إلى سحب 6.4 مليون من المنتجات المُحتمل كونها مُلوثة [17] و هناك حوالى 1800 شخص قد تأثروا حسب التقديرات، وثقة الجمهور في جودة الأغذية ايضآ تأثرت.[18]

### الإرهاب
لقد أثار انتشار نظام الأغذية وتعقيده القلق لإمكانية كونه هدف للإرهاب.
أول وأكبر هجوم غذائي في الولايات المتحدة هو هجوم Rajneeshee bioterror عام 1984. تسمم 751 شخص في داليس بولاية أوريغون من خلال تلويث السلطة بالسالمونيلا بهدف التأثير على انتخابات مقاطعة واسكو عام 1984.
نظرآ لأن خطط أخذ العينات غير فعالة كحماية ضد فعل خبيث متعمد، ومن أجل الحفاظ على الثقة في سلامة منتجاتها، كان على فونتيرا تحليل كل ناقلة حليب وكل دفعة من حليب الأطفال للتوصل للوحدات التي بها 1080 حتى تم القبض على الجاني من قبل الشرطة. وُجد جيرمي كير مذنبا بالابتزاز وحكم عليه بالسجن لمدة ثمانية أعوام ونصف. (ملاحظة: أثناء المحاكمة تم توضيح أن الجاني باع منتجًا منافسًا، على الرغم من أن النتيجة كانت حادثًا للدفاع عن الطعام، كان السبب الأساسي هو الربح الاقتصادي. "لقد تبين أنه كان له دوافع مالية عندما أرسل خطابين إلى فونتيرا ويهدد المزارعون بتسميم حليب الأطفال مع 1080. وقد اخترع كير سمًا منافسًا ووجد القاضي أنه يعتقد أنه سيحصل على منفعة مالية إذا توقف استخدام 1080.").

### الغش ذو الدوافع الاقتصادية
تعريف إدارة الاغذية والعقاقير للغش ذي الدوافع الاقتصادية هو:
الاحتيال، الاستبدال المتعمد أو إضافة مادة في منتج لغرض زيادة القيمة الظاهرية للمنتج أو تخفيض تكلفة إنتاجه،  أي لتحقيق مكاسب اقتصادية. يشمل EMA التخفيف من المنتجات بكميات متزايدة من مادة موجودة بالفعل (على سبيل المثال، زيادة المكونات غير النشطة للدواء مع ما ينتج عنها انخفاض في قوة المنتج النهائي، أو إضافة ماء على العصير) إلى الحد الذي يشكل فيه هذا التخفيف مخاطر صحية معروفة بالفعل أو محتملة على المستهلكين، وكذلك إضافة أو استبدال المواد من أجل إخفاء التخفيف.
حسب تعريف إدارة الأغذية والأدوية، الغش ذو الدوافع الاقتصادية هو نوع من أنواع الاحتيال الغذائي  الذي يحدث عادة من أجل الحصول على مكاسب مالية من خلال الاستبدال غير المعلن بمكونات بديلة. ويشكل هذا مصدر قلق صحي بسبب متطلبات وضع تنبيهات للمواد المسببة للحساسية. في عام 2016، حكم على صاحب مطعم بتهمة القتل غير المُتعمد بعد وفاة عميل بسبب استخدام مسحوق مكسرات أرخص (يحتوي على حساسية الفول السوداني) بدلاً من مسحوق اللوز في إعداد الكاري السريع، بعد ثلاثة أسابيع من تعرض عميل آخر لأعراض الحساسية مما تتطلب العلاج في المستشفى. وتهدف هذه الأعمال المتعمدة إلى تجنب أن يتم اكتشافها، مما يشكل تحديًا للهيئات المنظمة ومنهجيات ضمان الجودة.
وقد شوهدت حالات الغش ذي الدوافع الاقتصادية في فضيحة لحوم الخيل، فضيحة تلوث الميلامين وتفشي السالمونيلا التي شاركت فيها شركة Peanut الأمريكية. المنتج الأكثر تزويرآ هو زيت الزيتون البكر الممتاز. ومن المنتجات الأخرى المرتبطة عادة بتزوير المواد الغذائية: الأسماك والمأكولات البحرية والعسل واللحوم والأغذية القائمة على الحبوب وعصائر الفاكهة والأغذية العضوية والقهوة وبعض الأطعمة عالية التجهيز والشاي والتوابل. ويقدر الخبراء أن أكثر من 10٪ من المنتجات الغذائية في متاجر البيع بالتجزئة  تحتوي على درجة معينة من الغش، وأن أحداث EMA كلفت صناعة الأغذية الأمريكية ما بين 10 إلى 15 مليار دولار سنوياً.

## استراتيجيات الحماية
يمكن للهيئات التنظيمية والصناعة تنفيذ الاستراتيجيات واستخدام الأدوات من أجل حماية سلاسل التوريد ومرافق المعالجة الخاصة بهم من التلوث أو الغش المتعمد. وتتضمن هذه العملية، التي تم تعريفها كحماية أو تخفيف، كل من تقييم المخاطر ونقاط الضعف في سلسلة أو مرفق إمداد واحد، والعمل على تخفيف هذه المخاطر من أجل منع وقوع الحدث، والحد من حدة الحدث.

### الأدوات
طورت إدارة الأغذية والأدوية عدة أدوات لصناعة الأغذية، بما في ذلك:
- قاعدة بيانات استراتيجيات التخفيف التي تشمل مجموعة من الإجراءات الوقائية والاقتراحات للشركات.[33]
- Food Defense 101، ركز على التدريب للتأهب ضد هجوم متعمد.[34]
- FREE-B، وهو تجميع لسيناريوهات تلوث الأغذية المتعمدة وغير المتعمدة على حد سواء.[35]
- برنامج Food Defense Plan Builder، مصمم لمساعدة مالكي ومشغلي المرافق الغذائية على تطوير خطط مخصصة للدفاع عن الغذاء.[36]

### تقييم المخاطر
من الصعب تحديد المخاطر في أي نظام، بسبب الطبيعة العشوائية للأحداث. ومع ذلك، من الممكن استخدام مصادر أخرى للمعلومات، مثل المعلومات الاستخبارية المجمعة، والدوافع الاقتصادية والاجتماعية، وتنقيب البيانات لتقييم نقاط الضعف المحتملة ونقاط الدخول  في أي نظام، إلى جانب نطاق العواقب المرتبطة بانتهاك النظام. الأدوات التي يتم تطويرها لهذا الغرض من قبل المركز الوطني لحماية الأغذية والدفاع تشمل التكامل المركّز لبيانات الإشارات المبكرة (FIDES) والتحليل المكاني الحرج (CRISTAL).
يمكن لأصحاب المصالح في قطاع الصناعات الغذائية إجراء تقييم لقابلية تأثره لفهم مواطن ضعف نظامهم، وعواقب أي حدث والتهديدات والعملاء المحتملين. وهذا يسمح للشركات بتقييم نقاط الضعف وتحديد أولوياتها داخل منشآتها ونظامها. تم تطوير أداة برمجية بواسطة  FDA للمساعدة في هذه العملية. يتم تشجيع الشركات على وضع خطة للدفاع عن الغذاء تستند إلى تقييمات قابلية التأثر والمخاطر التي يتم إجراؤها، مع تفصيل خطة عملها في حالة حدوث تلوث متعمد أو غير مقصود.

### أدوات تقييم الضعف
حددت إدارة الأغذية والأدوية أربعة أنشطة رئيسية، أو نقاط الضعف الشائعة في نظام الأغذية: استلام السوائل وتحميلها، تخزين ومعالجة السوائل، التعامل مع المكونات الثانوية، والاختلاط أو الأنشطة المماثلة. معرفة هذه الأنشطة الرئيسية تُساعد في توجيه خطط العمل.
يُستخدم CARVER + Shock للنظر في العوامل التي تحدث في حالة وجود حدث تلوث مُتعَمد (ملاحظة: اعتبارًا من نشر القاعدة النهائية لـ FSMA للغش المُتعمد، هذا البرنامج لم يعد متاحًا أو مدعومًا من قِبل  FDA).
- خُطُورَة - قياس الصحة العامة والآثار الاقتصادية للهجوم.
- إمكانية الوصول - القدرة على الوصول المادي والخروج من الهدف.
- الاسترداد - قدرة النظام على التعافي من هجوم.
- الضعف - سهولة تنفيذ الهجوم.
- التأثير - مقدار الخسارة المباشرة الناتجة عن هجوم والتي تُقاس من خلال الفقدان في الإنتاج.
- القدرة على التمييز - سهولة تحديد الهدف.
- الصدمة - التأثيرات الصحية والاقتصادية والنفسية –مجتمعة- لأى هجوم.

### السيطرة على سلسلة التوريد
من الصعب فهم سلاسل التوريد المشاركة في نظام غذائي بسبب طبيعتها المعقدة والغامضة في كثير من الأحيان، ولكن الفهم الجيد للمكان الذي تأتي منه المكونات يمكن أن يساعد في تخفيف التلوث والغش. يمكن أن تساعد الإدارة الجيدة لسلسلة التوريد إلى جانب عمليات المراجعة المنتظمة وتحليلات ضمان الجودة على حماية الشركات من التلوث الناشئ خارج المرفق.بالإضافة إلى ذلك، يمكن للشركات الاستفادة من السيناريوهات المبنية على الأدوات القائمة بالفعل ويجب أن تتبع إرشادات ممارسات التصنيع الجيدة.

### استراتيجيات التخفيف

#### التدابير المادية
- تأمين محيط المنشأة وإجراء الفحوص الدورية.
- استخدام إجراءات دخول ووصول تحت السيطرة للناس أو المركبات التي تدخل المصنع أو منطقة وقوف السيارات.
- وضع نظام إنذار، كاميرات وإضاءة كافية.
- تخصيص مناطق محظورة للموظفين المخوّلين، وإبقاء غير الموظفين في المناطق غير الإنتاجية.
- تقييد الوصول إلى أنظمة التحكم.
- استخدم عبوة مقاومة للتلاعب أو للعبث الواضح.
- مفتاح للتحكم في الدخول ومعالج لقفل التحكم.

#### التدابير المتعلقة بالسياسات
- استخدام نظام لتحديد الموظفين من خلال وظائفهم المحددة.
- إجراء فحص الخلفية على جميع الموظفين والمقاولين الذين سيعملون في عمليات حساسة.
- تدریب الموظفین علی الدفاع عن الأغذیة والتوعیة الأمنية، بما في ذلك الاعتراف بالسلوك أو الأفراد المُشتبه فيهم.

#### إدارة
- الاحتفاظ بسجلات تسمح بسهولة تتبع المواد والمنتجات للأمام والخلف.
- توفر قائمة جهات الاتصال للوكالات على المستوى: المحلي، الولاية والفدرالي.
- تنفيذ نظام تحكم على المخزون.

يمكن العثور على المزيد من الاستراتيجيات لمختلف الفئات والعُقد لنظام الغذاء في مختلف قواعد بيانات استراتيجيات التخفيف المتاحة من خلال FDA و USDA.

## أصحاب المصالح المتورطين في الدفاع عن الغذاء

### عالميآ
- منظمة الأغذية والزراعة (الفاو)
- منظمة الصحة العالمية  (WHO)
- منظمة التجارة العالمية  (WTO)
- الانتربول

### الولايات المتحدة

#### المستوى الفيدرالى
- إدارة الغذاء والدواء (FDA)
- مركز سلامة الغذاء والتغذية التطبيقية  (CFSAN)
- وزارة الزراعة الأمريكية  (USDA)
- دائرة سلامة الأغذية والتفتيش (FSIS)
- الخدمة الزراعية الخارجية (FAS)
- مراكز مكافحة الأمراض والوقاية منها (CDC)
- مكتب التحقيقات الفيدرالي (FBI)
- وزارة الأمن الداخلي  (DHS)
- حماية الجمارك والحدود (CBP)
- إدارة مقاطعة
- المركز الوطني لحماية الأغذية والدفاع (NFCPD) -الآن معهد حماية الأغذية والدفاع (FPDI)-

#### مستوى الولايات
- الإدارات الصحية بالولاية
- دوائر الدولة للزراعة
- إنفاذ القانون المحلي

### مجموعات أخرى
- ممثلي الصناعة

الباحثون الأكاديميون